# Ministerio de Defensa de Letonia
El Ministerio de Defensa de Letonia (en letón: Latvijas Republikas Aizsardzības ministrija) es el departamento del gobierno de Letonia responsable de la creación y la aplicación de políticas de seguridad y defensa nacional, y de la gestión y control de los organismos subordinados relacionados. El ministerio está encabezado por el ministro de Defensa. Desde 2014 es Raimonds Vējonis.

## Ministros de Defensa
| Nombre y retrato         | Nombre y retrato                                                        | Fecha de mandato         | Fecha de mandato         | Partido político                 | Primer Ministro                                           | Primer Ministro |
| ------------------------ | ----------------------------------------------------------------------- | ------------------------ | ------------------------ | -------------------------------- | --------------------------------------------------------- | --------------- |
| Tālavs Jundzis           |                                                                         | 19 de noviembre de 1991  | 3 de agosto de 1993      | Frente Popular de Letonia        | Ivars Godmanis                                            |                 |
| Valdis Pavlovskis        |                                                                         | 3 de agosto de 1993      | 19 de septiembre de 1994 | Vía Letona                       | Valdis Birkavs                                            |                 |
| Jānis Arveds Trapāns     |                                                                         | 19 de septiembre de 1994 | 23 de mayo de 1995       | Independiente                    | Māris Gailis                                              |                 |
| Andrejs Krastiņš         |                                                                         | 21 de diciembre de 1995  | 12 de mayo de 1997       | LNNK                             | Andris Šķēle                                              |                 |
| Tālavs Jundzis           |                                                                         | 6 de junio de 1997       | 27 de octubre de 1998    | KDS                              | Guntars Krasts                                            |                 |
| Ģirts Valdis Kristovskis |                                                                         | 26 de noviembre de 1998  | 9 de marzo de 2004       | Por la Patria y la Libertad/LNNK | Vilis Krištopans Andris Šķēle Andris Bērziņš Einars Repše |                 |
| Atis Slakteris           |                                                                         | 9 de marzo de 2004       | 2 de diciembre de 2004   | Partido Popular                  | Indulis Emsis                                             |                 |
| Einars Recibeše          |                                                                         | 2 de diciembre de 2004   | 23 de diciembre de 2005  | Partido de la Nueva Era          | Aigars Kalvītis                                           |                 |
| Linda Mūrniece           |                                                                         | 5 de enero de 2006       | 7 de abril de 2006       | Partido de la Nueva Era          | Aigars Kalvītis                                           |                 |
| Atis Slakteris           |                                                                         | 8 de abril de 2006       | 20 de diciembre de 2007  | Partido Popular                  | Aigars Kalvītis                                           |                 |
| Vinets Veldre            |                                                                         | 20 de diciembre de 2007  | 12 de marzo de 2009      | Partido Popular                  | Ivars Godmanis                                            |                 |
| Imanes Lieģis            |                                                                         | 12 de marzo de 2009      | 3 de noviembre de 2010   | Unión Cívica                     | Valdis Dombrovskis                                        |                 |
| Artis Pabriks            |                                                                         | 3 de noviembre de 2010   | 22 de enero de 2014      | Unidad (Letonia)                 | Valdis Dombrovskis                                        |                 |
| Raimonds Vējonis         |                                                                         | 22 de enero de 2014      |                          | Unión de Verdes y Agricultores   | Laimdota Straujuma                                        |                 |
| Raimonds Bergmanis       |                                                                         |                          |                          |                                  |                                                           |                 |
| Artis Pabriks            |                                                                         |                          |                          |                                  |                                                           |                 |
| Ināra Mūrniece           |                                                                         |                          |                          |                                  |                                                           |                 |
| Andris Sprūds            | Archivo:Saeimas deputātu svinīgais solījums - 52470751023 (cropped).jpg | 15 de septiembre de 2023 | actual                   | Progresistas (Letonia)           | Evika Siliņa                                              |                 |